# Марі-Орша
Марі́-Орша́ (рос. Мари-Орша, марій. Марий-Ӧрша) — присілок у складі Совєтського району Марій Ел, Росія. Входить до складу Вятського сільського поселення.

## Населення
Населення — 151 особа (2010; 172 у 2002).
Національний склад (станом на 2002 рік):
- марі — 86 %